# Liste der Mitglieder des Gothaer Landtags (1857–1860)
Diese Liste nennt die Mitglieder des Gothaer Landtags in seiner Wahlperiode 1857–1860.
| Wahlbezirk | Name                            | Stand                | Ort             | Anmerkung                       |
| ---------- | ------------------------------- | -------------------- | --------------- | ------------------------------- |
| I          | Karl Heinrich Hünersdorf        | Bürgermeister        | Gotha           |                                 |
| II         | Gustav Berlet                   | Justizassessor       | Gotha           | Präsident                       |
| III        | Mälzer                          | Kupferschmiedmeister | Gotha           |                                 |
| IV         | C.F. Cyriax                     | Kaufmann             | Gotha           |                                 |
| V          | Julius Strenge                  | Bürgermeister        | Ohrdruf         |                                 |
| VI         | Oskar Albrecht                  | Bürgermeister        | Waltershausen   |                                 |
| VII        | Friedrich Gottlieb Becker       | Hofrat               | Gotha           |                                 |
| VIII       | Buddeus jr.                     | Domänenpächter       | Goldbach        |                                 |
| IX         | Albert Sterzing                 | Amtskommissär        | Gotha           | Schriftführer                   |
| X          | Friedrich Clauder               | Rentamtskommissär    | Liebenstein     |                                 |
| XI         | Theodor Thienemann              | Amtskommissär        | Tonna           |                                 |
| XII        | Carl Ausfeld                    | Kanzleirat           | Gotha           |                                 |
| XIII       | Prof. Dr. Hermann Theodor Kühne |                      | Gotha           | Stellvertretender Präsident     |
| XIV        | Wilhelm Regel                   | Justizamtmann        | Waltershausen   |                                 |
| XV         | Edmund Ritter                   | Justizamtmann        | Friedrichswerth |                                 |
| XVI        | Lencer                          | Schultheiß           | Bufleben        |                                 |
| XVII       | Friedrich Leopold von Küttner   | Lieutnant            | Döllstedt       |                                 |
| XVIII      | Friedebald Härter               | Amtscommissär        | Ohrdruf         |                                 |
| XIX        | August Apel                     | Amtsactutar          | Ichtershausen   | Stellvertretender Schriftführer |